# برية

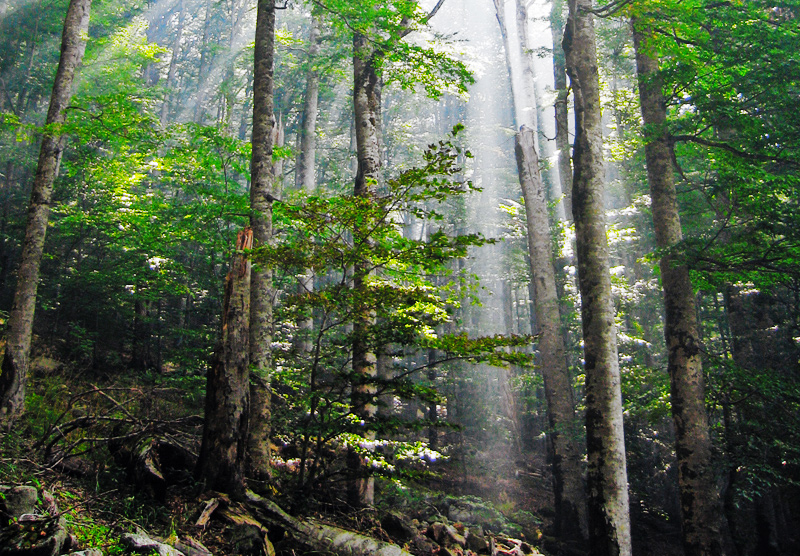
أشجار من الزان الأوروبي في إحدى الغابات في الجبل الأسود

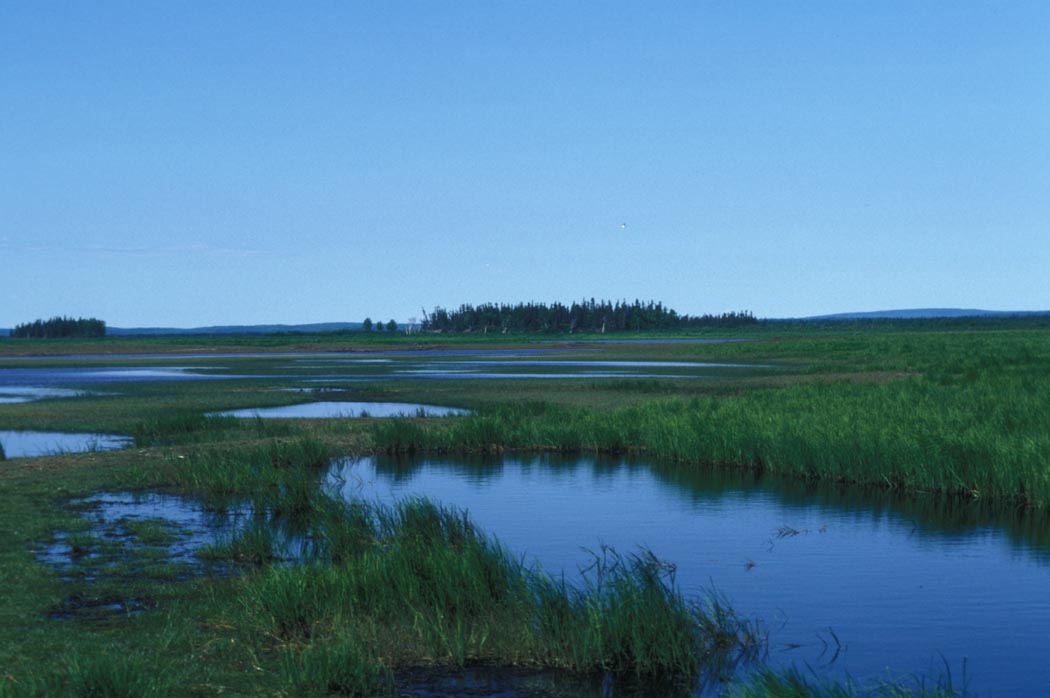
الصيف في ألاسكا، الولايات المتحدة

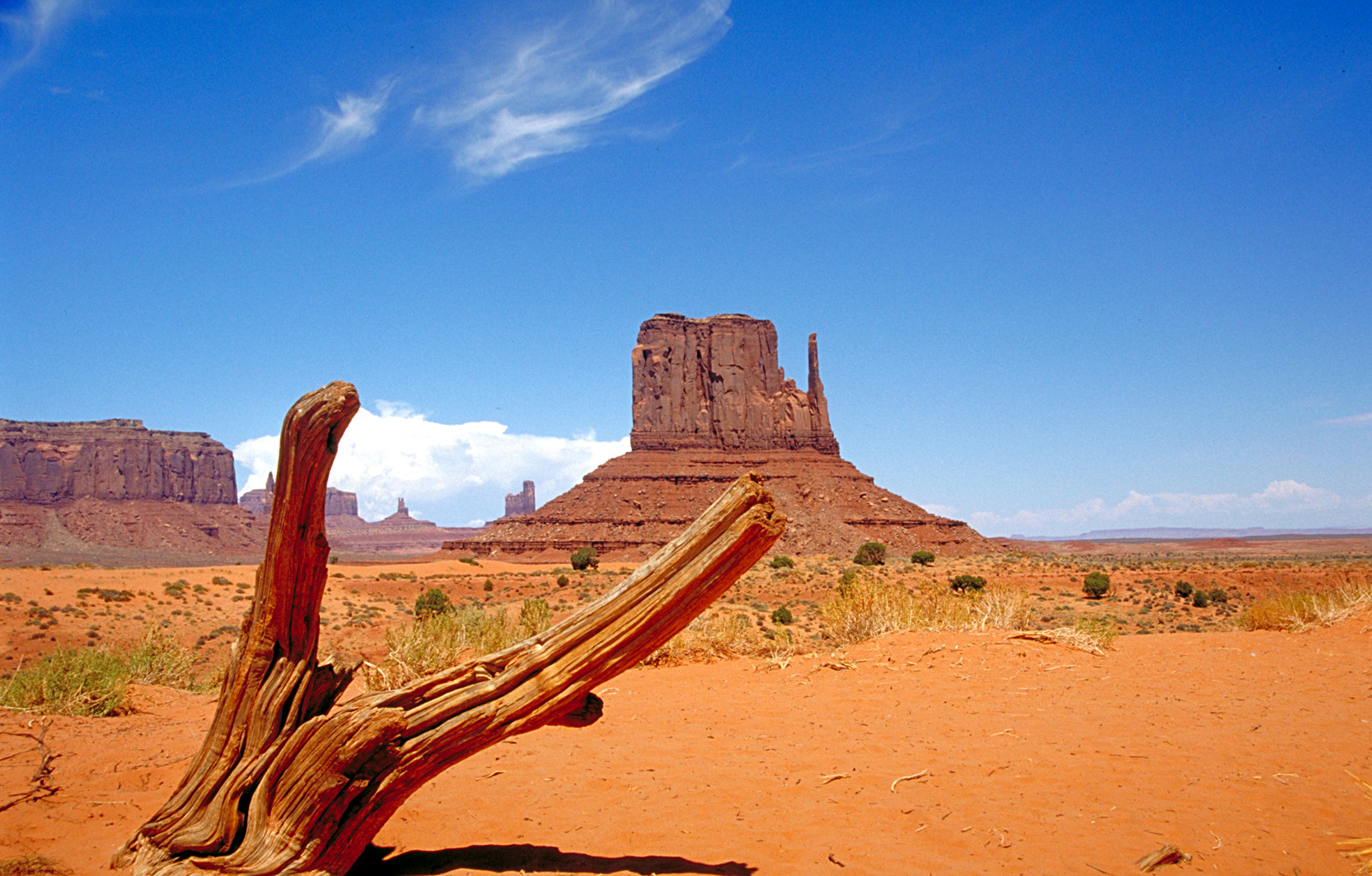
مونومنت فالي في يوتا، الولايات المتحدة.

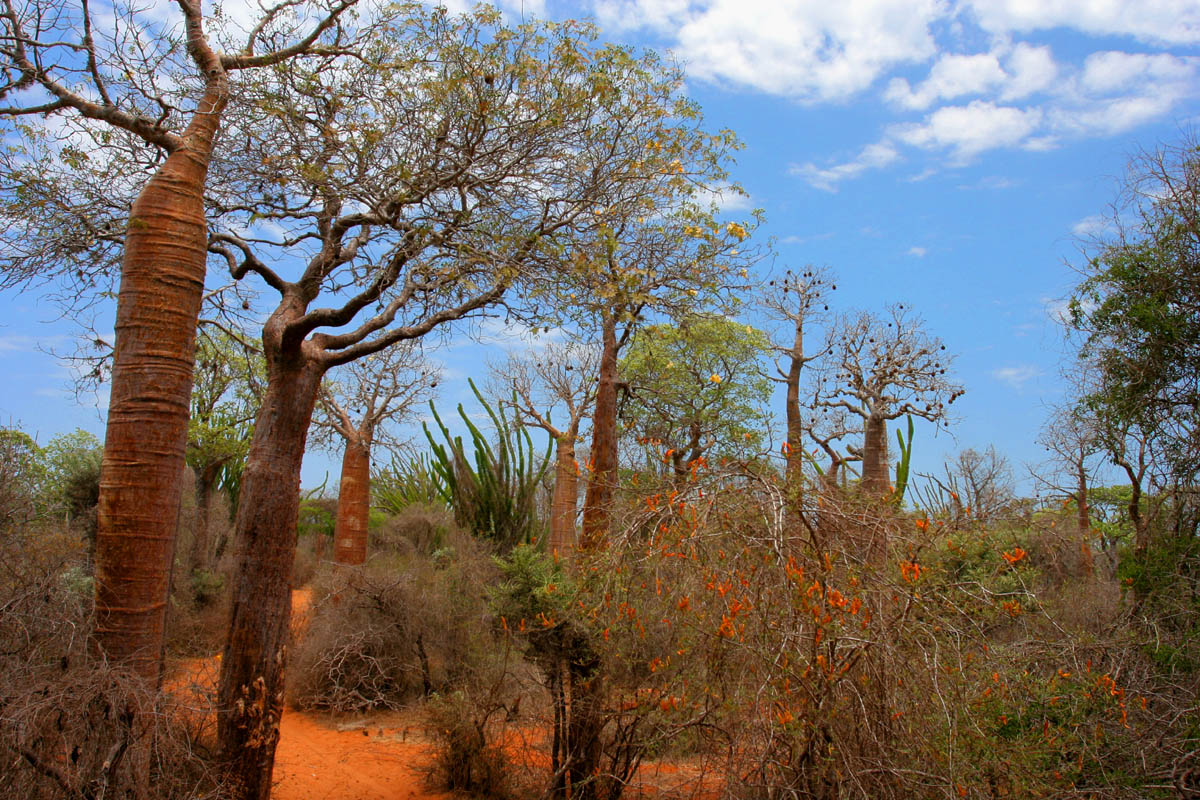
أشجار الباوباب في إحدى غابات مدغشقر

البرية هي البيئة الطبيعية على وجه الأرض التي لم يتم تعديلها بشكل كبير عن طريق النشاط البشري. ويمكن أيضا أن تعرف على النحو التالي : «إن معظم المناطق الطبيعية المتبقية على كوكبنا، تلك الأماكن البرية التي لم يقم البشر حقا بالسيطرة عليها ولم تتطور مع الطرق، خطوط الأنابيب أو البنية التحتية الصناعية الأخرى».

## نبذة تاريخية

### العصور القديمة والعصور الوسطى
بالنظر من خلال عدسة الفنون المرئية، نرى أن الطبيعة والبرية من الموضوعات المهمة في مختلف حقب تاريخ العالم. جرت تقاليد مبكرة لفن التصوير الطبيعي في عهد سلالة تانغ (618-907). أصبح تقليد تمثيل الطبيعة أحد أهداف الرسم الصيني وكان له تأثير كبير على الفن الآسيوي. تعلم الفنانون في تقاليد شان شوي (لوحات الجبال والماء المضاءة) تصوير الجبال والأنهار «من منظور الطبيعة ككل وعلى أساس فهمهم لقوانين الطبيعة ... كما تُرى لو نظرنا إليها من عيون طائر». في القرن الثالث عشر، أوصى شي يرتشي بتجنب رسم «المناظر التي تفتقر لوجود أماكن يتعذر الوصول في الطبيعة».
شكلت البرية خلال معظم تاريخ العالم الجزء الأكبر من تضاريس الأرض، وتركز اهتمام الإنسان على المناطق المأهولة. يعود تاريخ أول القوانين المعروفة لحماية أجزاء من الطبيعة إلى الإمبراطورية البابلية والإمبراطورية الصينية. حدد أشوكا، ملك الإمبراطورية الماورية الكبرى، أولى القوانين لحماية النباتات والحيوانات في العالم في مراسيم أشوكا حوالي القرن الثالث قبل الميلاد. بدأ ملوك إنجلترا في العصور الوسطى واحد من أوائل الجهود الواعية في العالم لحماية المناطق الطبيعية. ولم تكن حماية البرية هي دافعهم للقيام بذلك وإنما كانت رغبتهم في أن يكونوا قادرين على صيد الحيوانات البرية في محميات صيد خاصة. ومع ذلك، ومن أجل تأمين حيوانات للصيد، توجب عليهم حماية الحياة البرية من صيد الإعاشة وحماية الأرض من القرويين الذين يجمعون الحطب. اتُخذت تدابير مشابهة في بلدان أوروبية أخرى.

### من القرن التاسع عشر حتى الآن
حازت فكرة الحياة البرية على قيمة متأصلة ظهرت في العالم الغربي في القرن التاسع عشر. حول الفنانان البريطانيان جون كونستابل وجوزيف مالورد ويليام تيرنر انتباههما لالتقاط جمال العالم الطبيعي في لوحاتهما. قبل ذلك، كانت مواضيع اللوحات الأساسية مشاهدًا دينيةً أو بشرًا. وصف شعر ويليام وردزورث أعجوبة العالم الطبيعي، الذي نُظر إليه سابقًا على أنه مكان خطير. أصبح تقدير قيمة الطبيعة جانبًا من جوانب الثقافة الغربية على نحوٍ متزايد.
بحلول منتصف القرن التاسع عشر، في ألمانيا، دعت «علوم الحفظ»، كما أُطلق عليها، إلى «الاستخدام الفعال للموارد الطبيعية من خلال تطبيق العلم والتكنولوجيا». طُبقت مفاهيم إدارة الغابات القائمة على النهج الألماني في أجزاء أخرى من العالم، وحققت درجات مختلفة من النجاح. على مدار القرن التاسع عشر، لم يُنظر إلى البراري على أنها مكان مخيف بل مكان للاستمتاع والحماية، ومن هنا جاءت حركة الحفاظ على البيئة في النصف الأخير من القرن التاسع عشر. طاف الناس الأنهار وتسلقوا الجبال قصدًا للترفيه فقط، وليس بغية تحديد سياقها الجغرافي.
في عام 1861، وبعد ضغوط حثيثة من قبل الفنانين (الرسامين)، أسست المؤسسة الفرنسية العسكرية للمياه والغابات «محمية فنية» في غابة فونتينبلو الحكومية. بإجمالي مساحتها الذي يبلغ 097 1 هكتار، ومن المعروف أنها أول محمية طبيعية في العالم.
أصبح الحفاظ العالمي على البيئة قضيةً مثارةً أثناء انهيار الإمبراطورية البريطانية في أفريقيا في أواخر الأربعينيات. أنشأ البريطانيون محميات كبيرة للحياة البرية هناك. وكما جرى سابقًا، كان الدافع وراء هذا الاهتمام بالمحميات اقتصاديًا: في هذه الحالة، كان الدافع هو صيد الطرائد الكبيرة. ومع ذلك، نتج عن ذلك في الخمسينيات وأوائل الستينيات، تزايد الاعتراف بضرورة حماية المساحات الكبيرة من أجل الحفاظ على الحياة البرية في جميع أنحاء العالم. تأسس الصندوق العالمي للطبيعة في عام 1961، والذي كبر ليكون أحد أكبر منظمات الحفاظ على البيئة في العالم.
دعا دعاة الحفاظ على البيئة منذ البداية إلى إنشاء آلية قانونية يمكن من خلالها وضع حدود للأنشطة البشرية من أجل الحفاظ على الأراضي الطبيعية والفريدة كي تتمكن الأجيال القادمة من الاستفادة منها والتمتع بها. وصل هذا التحول العميق في الأفكار المتعلقة بالحياة البرية إلى ذروته في الولايات المتحدة من خلال إصدار قانون الحياة البرية لعام 1964، والذي سمح بتحديد أجزاء من الغابات الوطنية للولايات المتحدة بصفة «محميات برية». تبع ذلك قوانين مشابهة، مثل قانون الحياة البرية في المناطق الشرقية لعام 1975.
ومع ذلك، تستمر مبادرات الحفاظ على الحياة البرية في الازدياد. وهناك عدد متزايد من المشاريع لحماية الغابات الاستوائية المطيرة من خلال مبادرات الحفاظ على البيئة. هناك أيضًا مشاريع واسعة النطاق للحفاظ على المناطق البرية، مثل إطار العمل الخاص بحماية الغابات الشمالية في كندا. يدعو إطار العمل هذا إلى الحفاظ على 50 في المائة من مساحة 000000 6 كيلومتر مربع من الغابات الشمالية في شمال كندا. بالإضافة إلى الصندوق العالمي للحياة البرية، تنشط منظمات مثل جمعية المحافظة على الحياة البرية ومؤسسة الحياة البرية ومنظمة الحفاظ على الطبيعة والمنظمة الدولية للحفاظ على البيئة وجمعية الحياة البرية (الولايات المتحدة) والعديد من المنظمات الأخرى في سبيل مثل هذه الجهود المبذولة للحفاظ على البيئة.
شهد القرن الحادي والعشرين تحولًا طفيفًا آخر فيما يخص الأفكار والنظرية المتعلقة بالحياة البرية. أصبح مفهومًا الآن أن مجرد رسم حدود حول قطعة أرض وإعلانها أنها منطقة برية ليس من الضرورة أن يجعل منها منطقة برية. جميع المناظر الطبيعية مرتبطة بشكل معقد وما يحدث خارج البرية يؤثر بالتأكيد على ما يحدث داخلها. على سبيل المثال، يؤثر تلوث الهواء من لوس أنجلوس والوادي الأوسط في ولاية كاليفورنيا على نهر كيرن كانيون ومتنزه سيكوايا الوطني. يوجد في الحديقة الوطنية أميال من «البراري»، لكن الهواء مشبع بالتلوث القادم من الوادي. ويفضي هذا إلى المفارقة حول ماذا تكون البرية حقيقةً؛ وهي قضية رئيسية في أفكار القرن الحادي والعشرين بخصوص البرية.

## التصنيفات الرسمية للبرية

### عالميًا
يصنف الاتحاد الدولي لحفظ الطبيعة الحياة البرية على مستويين، إيه1 (المحميات الطبيعية الصارمة) وبي1 (المناطق البرية).
صدرت مؤخرًا دعوات لاتفاقية التراث العالمي من أجل تحسين حماية البرية وإدراج كلمة البرية في معايير اختيار مواقع التراث الطبيعي.
أُنشئت مناطق برية في 48 دولة وفقًا للتصنيف التشريعي كمواقع من الفئة بي1 التابعة لإدارة المناطق المحمية للـ آي يو سي إن والتي لا تتداخل مع أي تصنيفات أخرى للآي يو سي إن. وهذه الدول هي: أستراليا، النمسا، جزر البهاماس، بنغلاديش، برمودا، البوسنة والهرسك، بوتسوانا، كندا، جزر كايمان، كوستاريكا، كرواتيا، كوبا، جمهورية التشيك، جمهورية الكونغو الديمقراطية، الدنمارك، جمهورية الدومينيكان، غينيا الاستوائية، إستونيا، فنلندا، غينيا الفرنسية، غرينلاند، آيسلندا، الهند، إندونيسيا، اليابان، لاتفيا، ليختنشتاين، لوكسمبورغ، مالطا، جزر مارشال، المكسيك، منغوليا، نيبال، نيوزيلندا، النرويج، جزر ماريانا الشمالية، البرتغال، سيشيل، صربيا، سنغافورة، سلوفينيا وإسبانيا وسريلانكا والسويد وتنزانيا والولايات المتحدة وزيمبابوي. يوجد في النشرة، 2992 منطقة برية بحرية وبرية مسجلة لدى آي يو سي إن كمواقع من الفئة بي1 فقط.
يوجد مناطق برية في اثنين وعشرين دولة أخرى. أُنشئت هذه المناطق البرية هذه خلال تصنيفات إدارية أو مناطق برية داخل المناطق المحمية. في حين أن القائمة أعلاه تحتوي على دول ذات مناطق برية مصنفة كمواقع الفئة بي1 حصريًا، فإن بعض الدول المدرجة أدناه تحتوي على مناطق محمية ذات تصنيفات إدارية متعددة بما في ذلك الفئة بي1. وهي: الأرجنتين، بوتان، البرازيل، شيلي، هندوراس، ألمانيا، إيطاليا، كينيا، ماليزيا، ناميبيا، نيبال، باكستان، بنما، بيرو، الفلبين، الاتحاد الروسي، جنوب أفريقيا، سويسرا، أوغندا، أوكرانيا، المملكة المتحدة بريطانيا العظمى، وأيرلندا الشمالية، وفنزويلا، وزامبيا.

## قرآة إضافية
- بل برياسون. (1998). A Walk in the Woods. ISBN 0-7679-0251-3
- Gutkind, L (Ed). (2002). On Nature: Great Writers on the Great Outdoors. ISBN 1-58542-173-1

## وصلات خارجية
- Wilderness Information Network
- Wilderness Articles, Survival Techniques, Edible Plants نسخة محفوظة 23 أكتوبر 2020 على موقع واي باك مشين.
- CFACT - Report spreads good news about wilderness areas
- Community of Outdoor Enthusiasts Provides Real Life Experiences and Educational Articles
- Aldo Leopold Wilderness Research Institute
- Wilderness Task Force/World Commission on Protect Areas
- Campaign for America's Wilderness

## تعريفات
- Detailed maps of United States wilderness designations
- What is Wilderness? - Definition & discussion of wilderness as a human construction
- Wilderness and the American Mind - by رودريك ناش
- The Meaning of Wilderness - by Sandy Schuman
- The Trouble with Wilderness; or, Getting Back to the Wrong Nature by William Cronon.